# Fagonia chilensis
Fagonia chilensis là một loài thực vật có hoa trong họ Zygophyllaceae. Loài này được Hook. & Arn. miêu tả khoa học đầu tiên năm 1833.